# Ampelophaga alticola
Ampelophaga alticola är en fjärilsart som beskrevs av Clayton Dissinger Mell 1922. Ampelophaga alticola ingår i släktet Ampelophaga och familjen svärmare. Inga underarter finns listade i Catalogue of Life.